# Copa Santa Fe (fútbol femenino)
La Copa Santa Fe Femenina es una competencia oficial del fútbol argentino a nivel provincial organizada anualmente por la Federación Santafesina de Fútbol, en la que participan los equipos de la provincia de Santa Fe de los campeonatos femeninos del fútbol argentino junto con los representantes de las ligas regionales de la provincia.
Su primera edición se disputó en 2019, siendo el equivalente a la Copa Santa Fe masculina, y se disputa en paralelo a la Copa Federación Femenina. El equipo ganador del torneo se corona con el título de «Campeón Provincial».

## Sistema de disputa

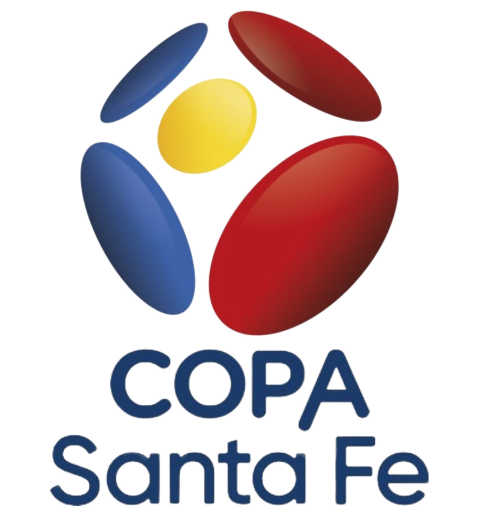
Logo de la competición entre 2016 y 2023.

Su antecesora directa es el Torneo Provincial Femenino, disputado de manera única en el año 2017. En el año 2019, siguiendo los pasos de la rama masculina, la Federación Santafesina de Fútbol dió inicio a la Copa Santa Fe Femenina como competición anual.
A diferencia de su homóloga masculina, que desde sus inicios se desarrolla plenamente por el sistema de eliminación directa, la Copa Santa Fe Femenina se caracterizó hasta 2023 por tener una fase de grupos a partir de la cual se definían los semifinalistas.

### Edición 2019
En la fase de grupos, los 8 clubes y selecciones participantes se dividieron en dos grupos a partir de su distribución geográfica. Los dos mejores equipos de cada grupo clasificaron a las semifinales; los dos ganadores de dicha etapa definieron el título en la final mientras que los dos perdedores disputaron el partido por el tercer puesto.

### Ediciones 2022 y 2023
En la fase de grupos, los 16 clubes y/o selecciones participantes se dividen en cuatro grupos a partir de su distribución geográfica. De acuerdo a sus posiciones finales, los equipos participantes avanzan a cuatro «copas»:
- Los cuatro equipos ganadores de cada grupo clasifican a la Copa de Oro, en la que se define al campeón de la Copa Santa Fe a través de eliminatorias compuestas por semifinales, un partido por el tercer puesto y la final.
- Los cuatro equipos que finalicen en el segundo puesto de sus grupos clasifican a la Copa de Plata, en la que compiten a través de eliminatorias compuestas por semifinales y una final.
- Los cuatro equipos que finalicen en el tercer puesto de sus grupos clasifican a la Copa de Bronce, en la que compiten a través de eliminatorias compuestas por semifinales y una final.
- Los cuatro equipos que finalicen en el cuarto puesto de sus grupos clasifican a la Copa Estímulo, en la que compiten a través de eliminatorias compuestas por semifinales y una final.

En la edición 2023, sólo siguieron en competencia los cuatro equipos ganadores de cada grupo para definir al campeón de la Copa Santa Fe.

### Edición 2024 en adelante
Los 32 clubes y/o selecciones participantes disputan una serie de eliminatorias a ida y vuelta, hasta consagrar al campeón. El torneo está compuesto por cinco etapas: dieciseisavos de final, octavos de final, cuartos de final, semifinales y final. Si una serie finaliza empatada en el global, se define por penales.

## Ligas regionales participantes
| Liga                                    | Localidad                |
| --------------------------------------- | ------------------------ |
| Asociación Rosarina de Fútbol           | Rosario                  |
| Liga Cañadense de Fútbol                | Cañada de Gómez          |
| Liga Casildense de Fútbol               | Casilda                  |
| Liga de Fútbol Regional del Sud         | Villa Constitución       |
| Liga Departamental de Fútbol San Martín | San Jorge                |
| Liga Deportiva del Sur                  | Alcorta                  |
| Liga Esperancina de Fútbol              | Esperanza                |
| Liga Galvense de Fútbol                 | Gálvez                   |
| Liga Interprovincial de Fútbol          | Chañar Ladeado           |
| Liga Ocampense de Fútbol                | Villa Ocampo             |
| Liga Rafaelina de Fútbol                | Rafaela                  |
| Liga Reconquistense de Fútbol           | Reconquista              |
| Liga Regional Ceresina de Fútbol        | Ceres                    |
| Liga Regional Paivense de Fútbol        | Laguna Paiva             |
| Liga Regional Sanlorencina de Fútbol    | San Lorenzo              |
| Liga Regional Totorense de Fútbol       | Totoras                  |
| Liga Santafesina de Fútbol              | Santa Fe de la Vera Cruz |
| Liga Venadense de Fútbol                | Venado Tuerto            |
| Liga Verense de Fútbol                  | Vera                     |

## Historial
| Edición | Campeón (N°)                            | Res.                                    | Subcampeón                              | Tercer lugar                                                                  | Res.                                                                          | Cuarto lugar                                                                  |
| ------- | --------------------------------------- | --------------------------------------- | --------------------------------------- | ----------------------------------------------------------------------------- | ----------------------------------------------------------------------------- | ----------------------------------------------------------------------------- |
| 2019    | Unión (Santa Fe) (1) Liga Santafesina   | 2:0                                     | Rosario Central Asociación Rosarina     | Deportivo Santa Rosa Liga Santafesina                                         | 1:0                                                                           | Selección Liga Cañadense                                                      |
| 2020    | Suspendidas por la Pandemia de COVID-19 | Suspendidas por la Pandemia de COVID-19 | Suspendidas por la Pandemia de COVID-19 | Suspendidas por la Pandemia de COVID-19                                       | Suspendidas por la Pandemia de COVID-19                                       | Suspendidas por la Pandemia de COVID-19                                       |
| 2021    | Suspendidas por la Pandemia de COVID-19 | Suspendidas por la Pandemia de COVID-19 | Suspendidas por la Pandemia de COVID-19 | Suspendidas por la Pandemia de COVID-19                                       | Suspendidas por la Pandemia de COVID-19                                       | Suspendidas por la Pandemia de COVID-19                                       |
| 2022    | Unión (Santa Fe) (2) Liga Santafesina   | 2:0                                     | Racing El Campesino Liga Ocampense      | Selección Asociación Rosarina                                                 | 2:0                                                                           | Ferro Dho Liga Ceresina                                                       |
| 2023    | Selección (1) Liga Santafesina          | 2:1                                     | Selección Asociación Rosarina           | Selección Liga Venadense                                                      | 4:2                                                                           | Selección Liga Ocampense                                                      |
| 2024    | Unión (Santa Fe) (3) Liga Santafesina   | 1:3 6:1                                 | ADIUR Asociación Rosarina               | Atlético de Rafaela y Aprendices Casildenses Liga Rafaelina y Liga Casildense | Atlético de Rafaela y Aprendices Casildenses Liga Rafaelina y Liga Casildense | Atlético de Rafaela y Aprendices Casildenses Liga Rafaelina y Liga Casildense |

## Palmarés
| Equipo                              | Títulos | Subcampeón | Años campeón     | Años subcampeón |
| ----------------------------------- | ------- | ---------- | ---------------- | --------------- |
| Unión (Santa Fe)                    | 3       | -          | 2019, 2022, 2024 |                 |
| Selección de la Liga Santafesina    | 1       | -          | 2023             |                 |
| ADIUR                               | -       | 1          |                  | 2024            |
| Selección de la Asociación Rosarina | -       | 1          |                  | 2023            |
| Racing El Campesino                 | -       | 1          |                  | 2022            |
| Rosario Central                     | -       | 1          |                  | 2019            |

### Títulos por liga regional
| Liga regional       | Títulos | Subcampeón | Equipos campeones                    |
| ------------------- | ------- | ---------- | ------------------------------------ |
| Liga Santafesina    | 4       | 0          | Unión (Santa Fe) (3) y Selección (1) |
| Asociación Rosarina | 0       | 3          |                                      |
| Liga Ocampense      | 0       | 1          |                                      |